# Эльзас
Эльза́с (фр. Alsace МФА: [alzas]о файле, нем. Elsass МФА: [ˈɛlzas]о файле, ранее Elsaß) — европейское территориальное образование и историческая область на востоке современной Франции. Граничит с Германией и Швейцарией. Входит в состав административного региона Гранд-Эст. Крупнейший город Эльзаса — Страсбург, второй по величине — Мюлуз (супрефектура Верхнего Рейна), третий — Кольмар (префектура Верхнего Рейна).

## Этимология
По наиболее распространённой версии название региона производно от древневерхненемецкого словосочетания ali sazzo, что переводится как «обитатель другого» [берега Рейна] и указывает на то, что регион был отделён от всей остальной Германии Рейном. Возможно, непосредственным источником топонима послужило «alisaß» — соединение двух слов «ali» (чужой) и «saß» (=нем. Sitz — место обитания). По всей видимости франки, которые селились в Эльзасе среди местного алеманского населения, рассматривались соплеменниками как ушедшие жить на чужбину.
Французы пытаются объяснить топоним из латыни. По «Этимологическому словарю названий стран и народов» Сержа Лозика, название региона Эльзас происходит от галло-римского слова «Alisauia» или «Alisetum», что означает «утёс», «отвесная скала». То есть «страна у подножья отвесных скал». Быть может, такое название пошло оттого, что галлы, шедшие из Германии на юг, были поражены отвесными скалами Вогезов.
Наиболее простая версия происхождения названия «Эльзас» связана с именем крупнейшей водной артерии внутри региона — рекой Иль (нем. «Ill»), откуда упрощённое «Elsaß», буквально — «страна (долина) Иля».

## Символика

### Герб
С 1948 по 1990 года герб Эльзаса состоял из двух частей. На первой из них (слева от зрителя) на красном фоне была изображена серебряная левая перевязь, вдоль которой идут узкие украшенные виньетками перевязи (тоже серебряные). Вторая часть (справа от зрителя) также имела красный фон с золотой полосой, окружённый шестью золотыми коронами, три во главе щита и три перевёрнутые на оконечности щита.
Этот герб является соединением двух гербов — Нижнего Рейна (первая часть) и Верхнего (вторая часть). В 1990 году герб стал единым и приобрёл современный вид.

### Флаг
Исторический флаг Эльзаса состоит из двух горизонтальных полос: сверху — красная, снизу — белая. Флаг появился в XIX веке, а выбор цветов объясняется тем, что красный и белый чаще всего повторялись на гербах эльзасских семей и городов. В 1871—1918 гг. флаг постепенно утверждался в качестве символа Эльзаса. 25 июня 1912 г. парламент Эльзас — Лотарингии объявил красно-белый флаг национальной эмблемой. Сегодня этот исторический флаг конкурирует с новым, рисунок которого скопирован с герба Эльзаса. На эльзасском диалекте старый флаг называется «Rot un Wiss», что означает «красный и белый».

### Логотип
Логотип Эльзаса представляет собой звезду, большая часть которой раскрашена синим цветом — эта часть символизирует современную Францию. Территория Эльзаса здесь обозначена жёлтым и расположена «на востоке» звезды-Франции. Эти цвета ассоциируются с цветами ЕС неслучайно, Эльзас представлен на этой эмблеме в роли посла между Европой и Францией.

## География

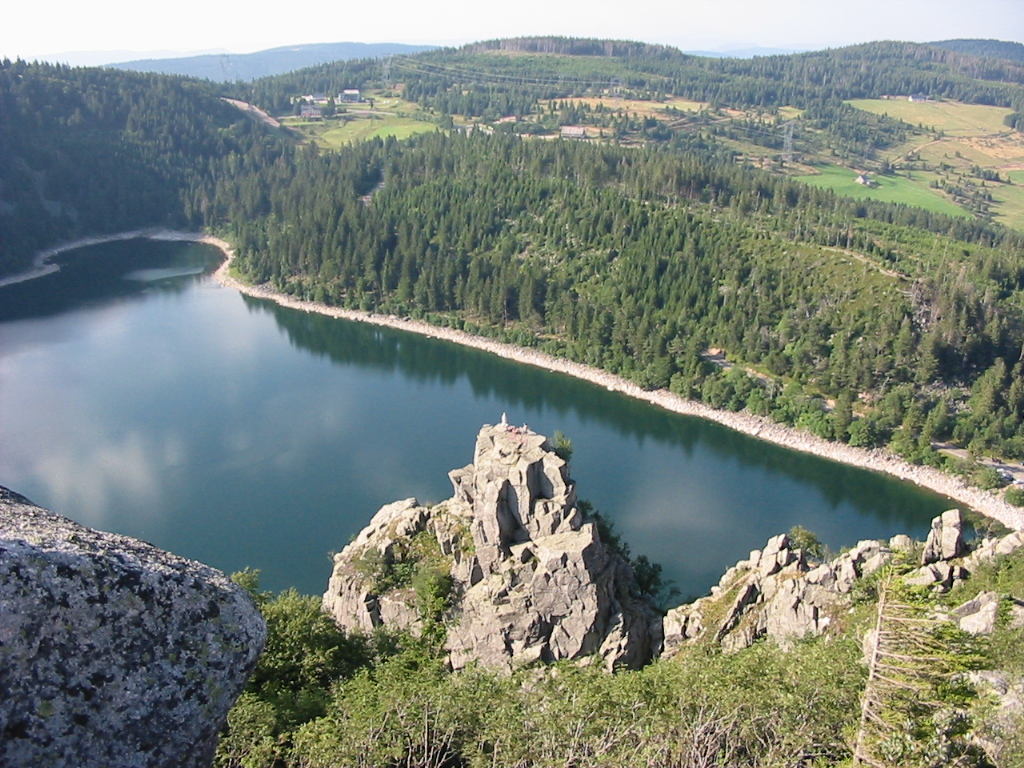
Озеро Блан

Эльзас занимает территорию площадью 8280 км² (190 км в длину и 50 км в ширину, что составляет 1,5 % площади Франции), и это делает его самым маленьким административным регионом среди европейских владений Франции (Корсика имеет примерно такую же площадь). Эльзас простирается с юга на север вдоль левого берега Рейна. С севера Эльзас ограничен рекой Вислаутер (нем. Wieslauter) и немецкой землёй Рейнланд-Пфальц, с востока — Рейном, на правом берегу которого простирается Баден-Вюртемберг. На юге регион имеет общие границы со Швейцарией, на юго-западе — с французским регионом Франш-Конте и на западе — с Лотарингией.
Территория Эльзаса отличается большим разнообразием рельефов:
- На востоке находится Эльзасская равнина (фр. la plaine d'Alsace) длиной около 200 км и шириной — около 40 км. Вместе с немецким регионом Баденом она формирует Рейнскую впадину. По равнине протекает река Иль (фр. Ill): здесь выращиваются зерновые культуры и виноград. Довольно значительное место в этой части региона пока ещё занимают леса (лес Агно (фр. Haguenau, Хагенау) на севере и лес Ар (фр. Hardt, Хардт) на юге).

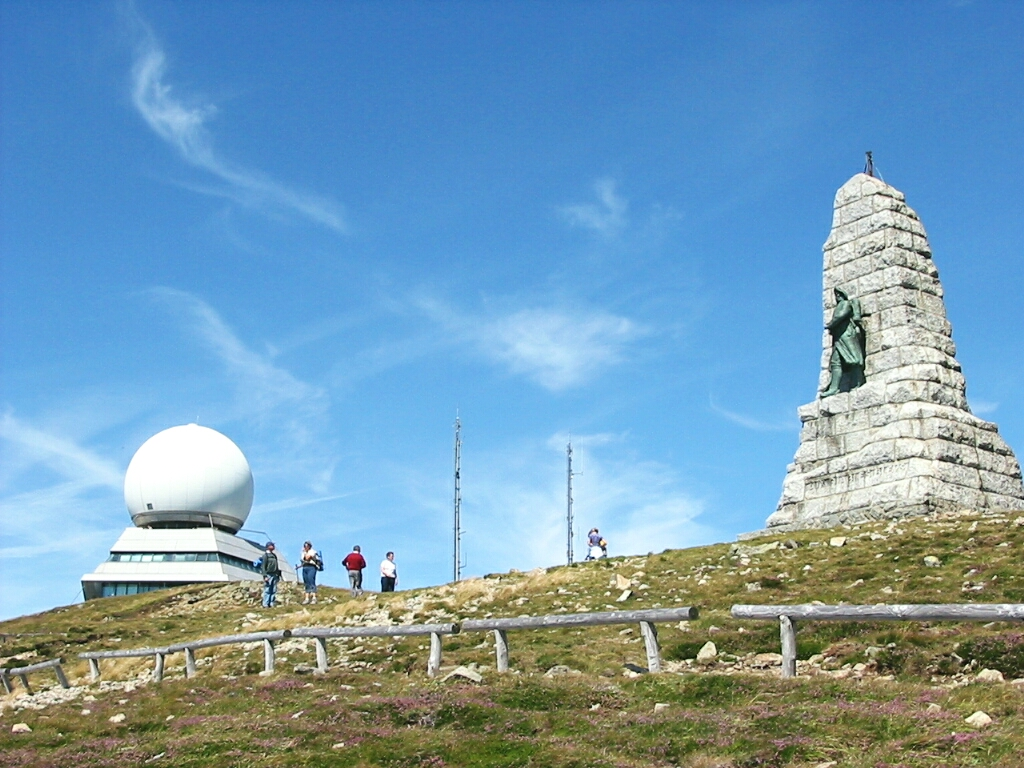
Самая высокая точка в Эльзасе — вершина Гран-Баллон

- Между Рейном и Иллем находится Рид (фр. Ried, от немецкого слова «камыш»), заболоченная и влажная местность, образовавшаяся на месте древней реки. Сегодня здесь располагаются заповедные зоны.
- На западе возвышаются Вогезы (фр. les Vosges, le massif vosgien), прорезанные широкими долинами притоков Иля. Здесь находятся горные пастбища, чередующиеся с лесами. Самая высокая точка в Эльзасе — это вершина Гран-Баллон (1424 м), которая располагается на юге массива в департаменте Верхний Рейн.
- Линией перехода между горами и равнинами служат холмы Вогезского массива, на которых возделывается виноград.
- На юге от Мюлуза лежит холмистый район Зундгау (Sundgau).
- И наконец, на крайнем юге региона возвышаются горы Эльзасской Юры́ (фр. Jura alsacien).

### Климат
Климат Эльзаса — полуконтинентальный. Западные ветра, несущие влажные воздушные массы с Атлантики, преодолевая Вогезы, вызывают орографические дожди на их западных склонах. Таким образом, воздух освобождается от воды, становится более сухим — Эльзас подвергается так называемому эффекту фёна.
В результате этого зимы в Эльзасе холодные и сухие, а лето — тёплое с небольшим количеством осадков. Кольмар имеет свой микроклимат — солнечный и сухой, этот город является вторым самым засушливым городом во Франции (после Перпиньяна): в год выпадает всего 550 мм осадков. Такой климат идеален для выращивания виноградных культур и винодельчества Эльзаса. При этом горизонт грунтовых вод региона позволяет ему избежать последствий долгих засух.

### Геология

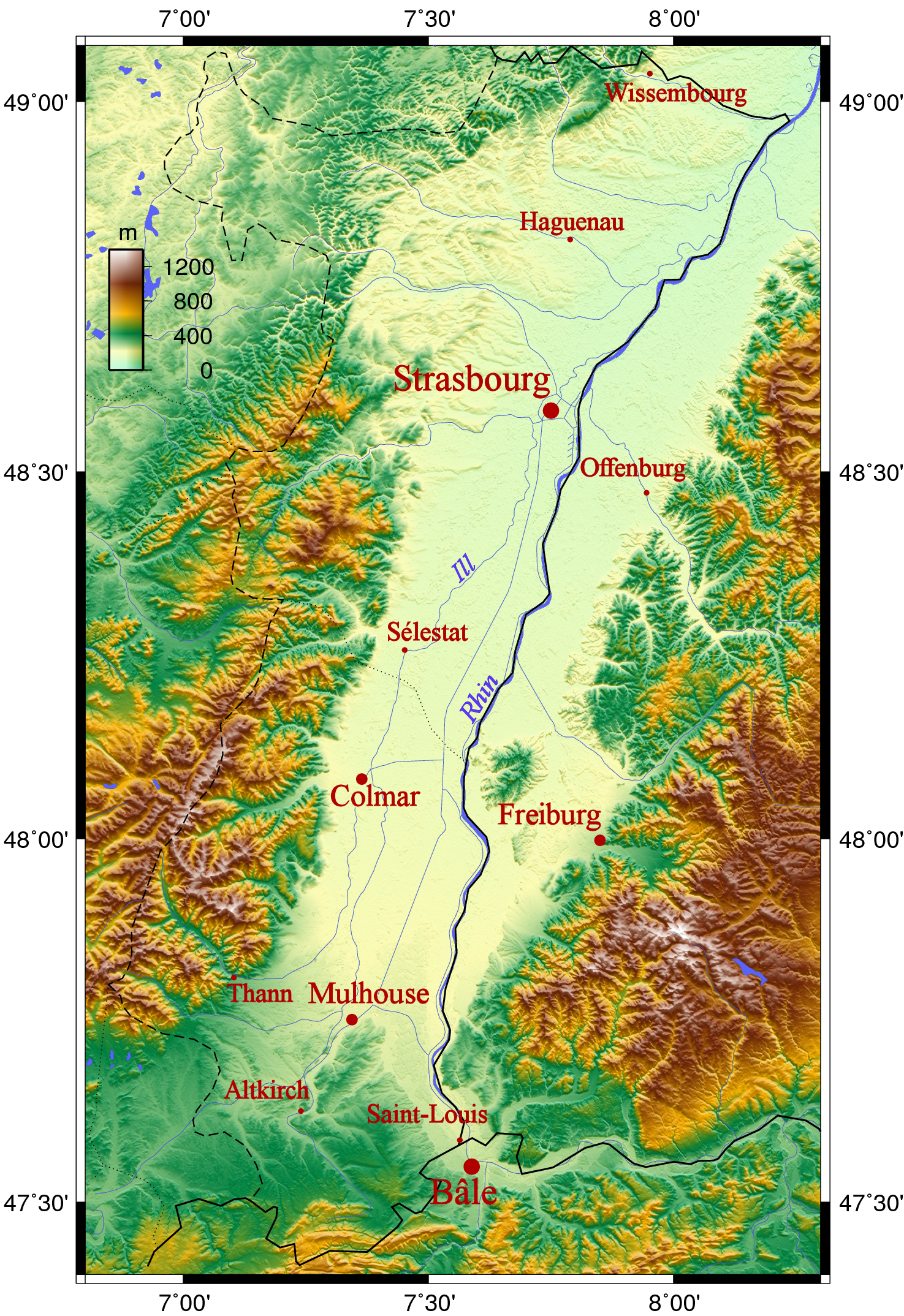
Общегеографическая карта Эльзаса

Эльзас является частью Рейнской равнины, расположенной к западу от Рейна (на его левом берегу). Он находится во впадине, которая является частью крупнейшего в Западной Европе Рейнского рифта, появившегося ещё во времена олигоцена. По бокам от неё выступают Вогезы и Шварцвальд (фр. Forêt Noire). Массив Юра сформировался благодаря оползню мезозойских покрывающих пород на триасовые отложения, вследствие поднятия Альп. Юра пересекают территории Бельфора.
- Рейнская впадина появилась в третичный период, в результате чего территория региона не раз подвергалась нашествию моря. Это объясняет образование различных осадочных пород: мергеля, известняка, галита, мрамора. К четвертичному периоду относятся эоловые отложения.
- Вогезы образованы на севере песчаником, а на юге гранитом; гранитные породы являются герцинскими структурами, обнажившимися во время боковых поднятий при образовании рифта.
- Юрские горы, поднявшиеся позже (в эпоху миоцена), состоят из известняка и мрамора, которые относятся чаще всего к юрскому периоду, то есть они намного более поздние, чем формация аллювиальной Рейнской равнины.
- Тектоническая структура недр (рифт) объясняет некоторую сейсмическую активность.

Месторождения нефти разрабатываются на севере (в Пешельброне, около Ньедеброна, где было обнаружено одно из первых месторождений в мире, в 1740 г.). Кроме того, в регионе есть залежи поташа, относящиеся к олигоцену, около Мюлуза. Серебряные рудники разрабатываются с начала XX века около Сент-Мари-о-Мин (фр. Sainte-Marie-aux-Mines).
Сильная геотермичность, последствие поднятия отвесного рифта, позволяет проводить геотермические эксперименты около Сульц-су-Форе (фр. Soultz-sous-Forêts).

## История
Об Эльзасе под властью Германской империи (1871—1918) см. также Эльзас-Лотарингия.
Уже в раннем средневековье на территории Эльзаса находились резиденции Меровингских королей. Поздней здесь располагались личные владения Гогенштауфенов с центром в Хагенау, а в позднее средневековье — и Габсбургов, перешедшие затем к французским королям (до 1789 г.).
Как и большинство южных территорий Священной Римской империи, кроме императорских угодий, Эльзас в Средние века был разбит на множество лоскутных владений. Размерами выделялись светские территории Страсбургского епископа, имперских городов Десятиградия и свободного города Страсбурга. Часть территорий Эльзаса со времён Гогенштауфенов входило в состав имперского домена, благодаря чему на фоне множества ленных владений территория изначально была разделена на два района (Верхний и Нижний Эльзас) во главе с имперскими администраторами — фогтами.
После постепенного вхождения (1648—1697) Эльзаса в состав королевства Франции, большинство владений сохраняло свои автономные права и язык. Лишь после Великой Французской революции 1789 г., когда была проведена полная секуляризация, провозглашён единый государственный язык (французский) и отменены привилегии владетелей и городов, на территории Эльзаса было создано два департамента, границы которых, впрочем, почти точно совпадали с прежними имперскими фогтствами. Но и революция окончательно не изгладила сложившиеся в средневековье взаимоотношения. Так, в состав коммуны Хагенау (галлизированное имя — Агено) всё ещё входит крупный лесной массив, пожалованный общине поселенцев наряду с правами города и прочими привилегиями императором Фридрихом Барбароссой в начале XIII века.
«Насаждение французских порядков» на территории с преимущественно этнически немецким населением приводит, по мнению некоторых, к курьёзным ситуациям, к числу которых противники этих «французских порядков» причисляют, в частности, топографические названия, сохраняющие немецкое написание, но читаемые частично по фонетическим правилам французского языка.
Краткая хронология:
- 12 г до н. э.: Создание укрепленной римской крепости Аргенторат (Argentoratum), рождение города Страсбурга.
- 842 г. н. э.: «Страсбургские клятвы» — договор, заключённый между Карлом II Лысым и Людовиком II Немецким против их старшего брата Лотаря I.
- 843 г.: Верденский договор, по которому сыновья Людовика Благочестивого разделили королевство Карла Великого (своего деда) на три части. Эльзас отошёл Лотарингии.
- 962 г.: Эльзас стал частью Священной Римской империи.
- 1354 г.: Основание Десятиградия (Декаполя), союза 10 свободных городов Эльзаса.
- 1526 г.: Крестьянская война. 25 000 повстанцев были жестоко убиты в Саверне.
- 1648 г.: По Вестфальскому миру Франция получила часть Эльзаса (кроме Страсбурга, в основном южные районы).
- 1681 г.: Свободный имперский город Страсбург был осаждён войсками французского короля и, в конце концов, сдался.
- 1790 г.: Эльзас был разделён на два департамента — Верхний и Нижний Рейн.
- 1798 г.: Свободная республика Мюлуза, объединившаяся со Швейцарской конфедерацией, вынуждена была капитулировать из-за экономической блокады, введённой Францией. Город перешёл под власть Франции.
- 1871 г., 18 апреля: Введение обязательного школьного образования.
- 1871 г.: По Франкфуртскому договору Германия аннексировала Эльзас, за исключением Территории Бельфор.
- 1872 г., 28 апреля: Имперский указ об основании немецкого университета в Страсбурге.
- 1874 г., 29 октября: Декрет о создании региональной Ассамблеи Эльзас — Лотарингии.
- 1911 г., 31 мая: Принятие Конституции Эльзас — Лотарингии.
- 1915 г.: Битва у скалистого выступа Хартманнсвиллеркопф (нем. Hartmannswillerkopf) (называемого также Старым Арманом — фр. vieil Armand) в 17 км от Мюлуза.
- 1918 г., 10—21 ноября: Эльзасская советская республика.
- 1919 г.: Эльзас вновь переходит под власть Франции после ратификации Версальского мирного договора.
- 1940—1944 гг.: Во время Второй мировой войны Эльзас был аннексирован Третьим рейхом[1].
- 1944 г., 21 ноября: 1-я французская армия под командованием генерала Латр де Тассиньи освободила Мюлуз.
- 1944 г., 23 ноября: 2-я танковая дивизия под командованием генерала Филиппа Леклерка освободила Страсбург.
- 1945 г.: Французские силы отразили немецкую атаку на Страсбург, а затем сыграли значительную роль во взятии Кольмара (2 февраля).

## Административное деление
Эльзас разделён на два департамента:
- Нижний Рейн (фр. Bas-Rhin) на севере с административным центром в Страсбурге
- Верхний Рейн (фр. Haut-Rhin) на юге с административным центром в Кольмаре.

## Население

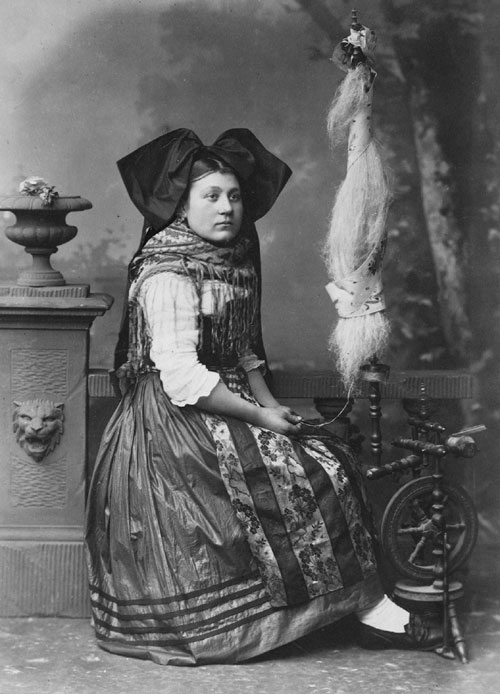
Традиционный эльзасский костюм

Эльзас является регионом, большую часть которого занимают городские зоны Страсбурга, Мюлуза и Кольмара. Кроме того, на него оказывают сильное влияние соседние крупные города — Базель (Швейцария), Фрайбург и Карлсруэ (Германия). Поэтому плотность населения в Эльзасе довольно высока (за исключением северо-западного Нижнего Рейна и ближайших возвышенностей). К 1999 году в Эльзасе насчитывалось 1 733 732 жителей, а к концу 2004 года численность населения достигла 1 794 000 жителей. Плотность населения — 209 человек на км², что делает Эльзас одним из самых густонаселённых регионов метрополии Франции.
INSEE (Национальный институт статистики и экономических исследований) считает, что население Эльзаса будет увеличиваться в период с 1999 по 2030 гг. со скоростью от 12,9 % до 19,5 % и достигнет к концу этого срока рубежа в 2 млн жителей.
Самые населённые и активные области (в сфере занятости, торговли, услуг, транспорта, образования, отдыха и т. д.) сконцентрированы вокруг Страсбурга и Мюлуза, которые все больше и больше расширяют зоны своего влияния.

### Язык
Эльзасцы в основном говорят на французском языке, среди пожилых людей всё ещё сохраняется эльзасский язык (относится к алеманнской группе немецких диалектов).
Хотя исконным языком Эльзаса является немецкий, в настоящее время, в начале XXI века, наиболее употребительным языком в Эльзасе является стандартный французский.
Традиционным языком региона считается эльзасский язык, один из алеманнских диалектов верхненемецкого, близкородственный швейцарскому варианту немецкого языка. Некоторые франкские диалекты западного средненемецкого также употребляются в наиболее северных районах Эльзаса. Ни эльзасский язык, ни франкские диалекты не обладают какой-либо формой официального статуса, однако оба варианта ныне признаются языками Франции и могут выбираться для изучения как предметы в лицеях.
Начиная с 1945 года влияние стандартного французского языка значительно возросло, и в наше время Эльзас является в основном франкоговорящей территорией. Хотя Эльзас обычно называют двуязычной территорией (французский и эльзасский языки), ситуация изменяется в сторону полного одноязычия. Люди старше 70 лет до сих пор говорят по-эльзасски дома, но представители более молодых поколений общаются по-французски даже в семейном кругу, а люди младше 30 лет, как правило, вообще не понимают по-эльзасски.
В некоторых коммунах, соседствующих с территорией Бельфор и франкошвейцарскими землями, в долинах Вайсса (Орби) и Льепврет (Сент-Мари-о-Мин) Вогезского массива говорят на лотарингском лангдойле. В Alsace Bossue и в округе Виссембурга в основном говорят на рейнском и южном франкских диалектах, хотя они и переживают период упадка. Часть населения до сих пор пользуется местным наречием — алеманским диалектом немецкого языка.
Долгое время алеманский диалект был родным языком большинства жителей Эльзаса. Но сейчас единственным официальным языком является французский. До этого в период с 1871 по 1918 гг. и с 1940 по 1944 гг. официальным языком признавался литературный немецкий (нем. Hochdeutsch, Standarddeutsch, письменный язык региона с XVI века).
С 1992 года в Эльзасе существуют паритетные двуязычные школы, целью которых является сохранить местный эльзасский язык. Там образование ведётся на двух языках — французском и немецком. На данный момент там обучаются около 5 % учеников эльзасских школ. В лицеях ученики могут получить немецкий аттестат зрелости. В вузах Эльзаса также предлагается изучать эльзасский язык.
В театрах до сих пор ставятся спектакли на эльзасском наречии. На эльзасском печатаются статьи в некоторых газетах (в частности, в крупнейшей региональной газете Dernières Nouvelles d'Alsace).

### Религия

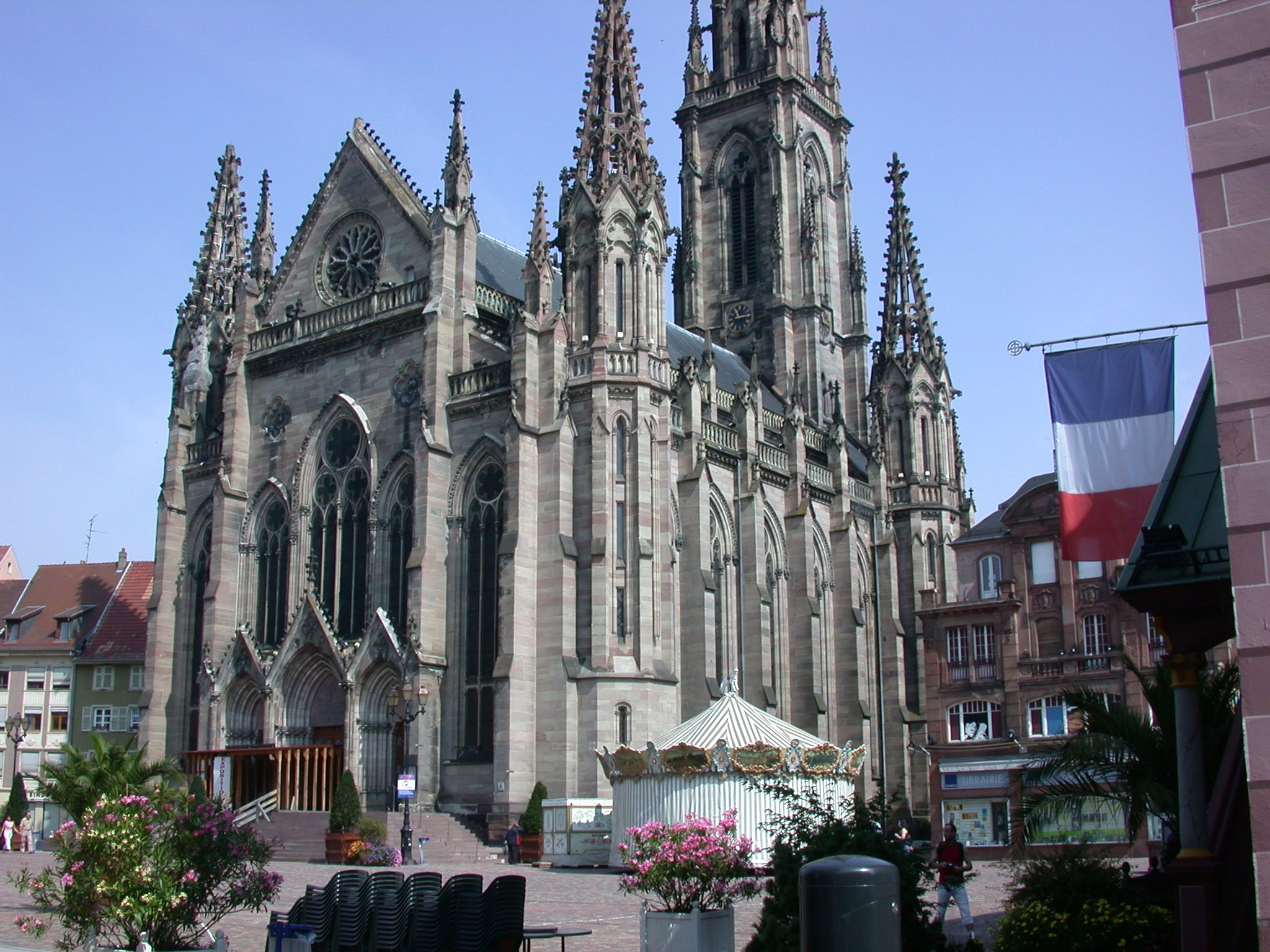
Церковь Сен-Этьен в Мюлузе

Большинство жителей Эльзаса — католики, среди сельских жителей преобладают протестанты (лютеране и кальвинисты). Протестантизм распространён в регионе из-за прошлого влияния германской культуры, в особенности из-за того, что в период гугенотских войн Эльзас не относился к территории Франции. В отличие от остальных регионов Франции, Эльзас до сих пор использует Кодекс Наполеона 1804 года, согласно которому субсидии предоставляются римско-католической, лютеранской и кальвинистской церквям, а также иудейским синагогам. Также обучение в религиозном духе возможно для всех этих конфессий. Эльзасская политика в области религии стала отличаться от общефранцузской в то время, когда регион управлялся имперской Германией и так и не принял закон 1905 года об отделении церкви от государства. Время от времени возникают дискуссии по поводу допустимости отдавать предпочтение указанным конфессиям и не включать в него другие.
После протестантской реформации принцип cujus regio, ejus religio привёл к конфессиональному разнообразию в горной части северного Эльзаса. Землевладельцы имели право устанавливать религию на своих землях и охотно привлекали в свои владения население из более плодородных предгорий, не делая различий между католиками, лютеранами, кальвинистами, иудеями и анабаптистами. Возникло много поселений со смешанным в конфессиональном плане населением. Только в Эльзасе сохранилась заметная община анабаптистов. Ересь амишей, возглавляемых Якобом Амманом, возникла именно в Эльзасе в 1698 году в городке Сент-Мари-о-Мин.
С 1707 года после включения региона в состав королевской Франции, протестантские общины были вынуждены предоставить возможность совершения католических служб по определённому расписанию в помещениях протестантских церквей. До сих пор в Эльзасе существует около 50 таких «одновременных церквей», хотя католические службы в них теперь проводятся нерегулярно. Ревностный католик Людовик XIV тщетно пытался изгнать амишей из Эльзаса. Это удалось сделать только Наполеону, который ввёл одинаковую военную повинность для представителей всех вероисповеданий, что заставило большинство амишей эмигрировать на американский континент, поскольку в соответствии со своими догматами они не могут служить в армии.

## Политика

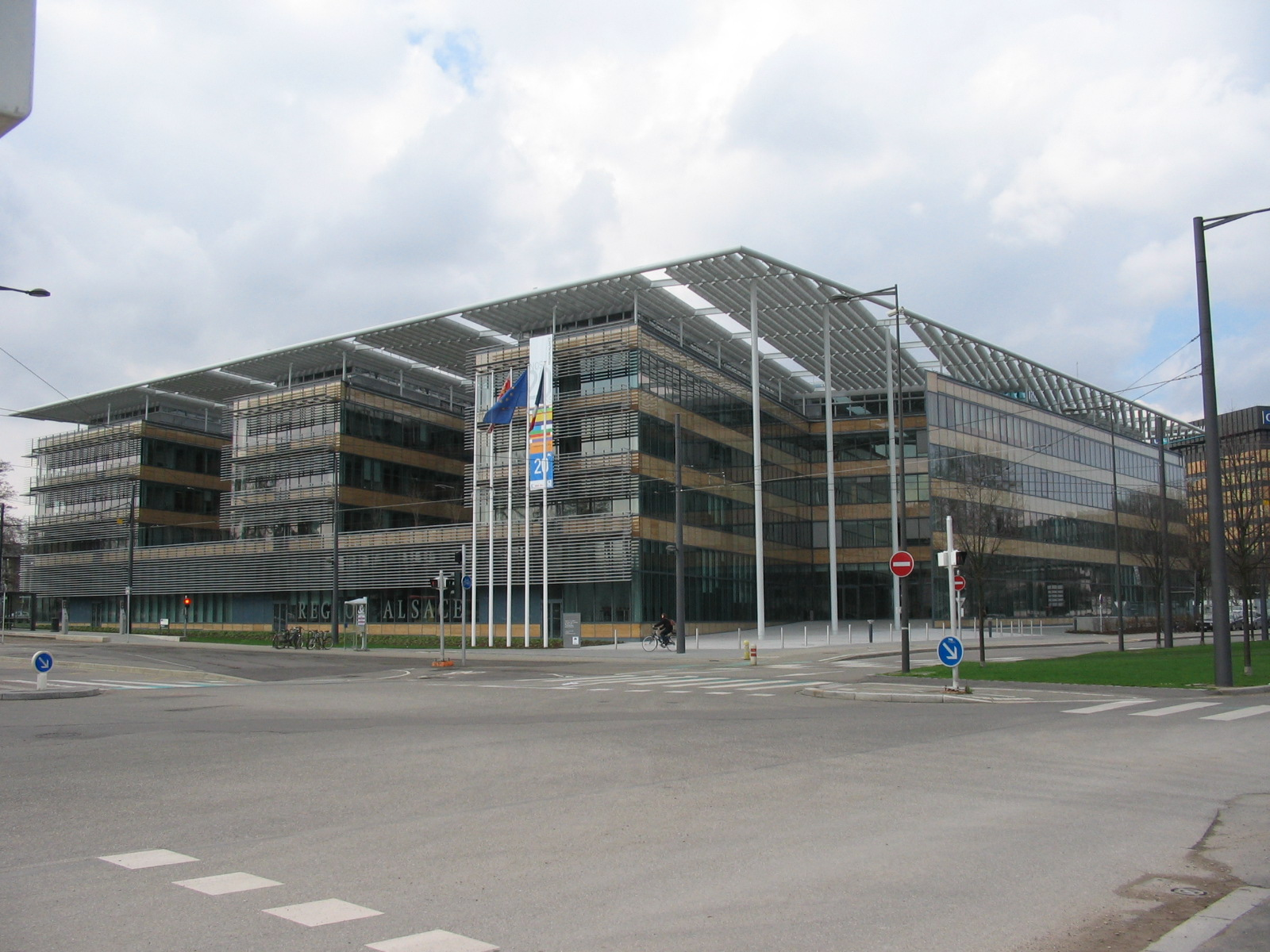
Здание Регионального совета в Страсбурге

Эльзас — один из наиболее консервативных регионов Франции. Он является одним из двух регионов французской метрополии, где консервативные силы выиграли в 2004 году региональные выборы.

### Администрация
Представительный орган — Областной Совет Эльзаса (нем. Regionalrat, фр. Conseil régional d’Alsace), глава областной исполнительной власти — председатель областного совета Эльзаса. 1998 года Областной Совет Эльзаса возглавляет Адриан Целлер (род. 2 апреля 1940 г.), член партии Союз за народное движение (UMP). В состав совета входит 47 членов.
Суд апелляционной инстанции — апелляционный суд Кольмара (фр. Cour d’appel de Colmar), суды первой инстанции — 4 трибунала великой инстанции (tribunaux de grande instance), низшее звено судебной системы — 11 судов инстанции (фр. tribunaux d’instance).

### Местное право
В некоторых областях права, таких как охота, сообщества, религиозные культы, социальная безопасность и др., прикладное право Эльзаса является соединением национального и местного права.
После периода 1870—1918 гг., в течение которого Эльзас принадлежал Германии, некоторые наполеоновские законы остались в силе и продолжали использоваться. Так, например, прижился Гражданский кодекс французов от 21 марта 1804 года.
Общегерманский закон о местном призрении 1870 года, который действовал вплоть до Первой мировой войны, не действовал на территории Эльзаса и предоставление помощи ему не было обязанностью государства.
В соответствии с введённым с 1 января 1900 года общим Германским Гражданским уложением 1898 года на территории Эльзаса, в отличие от, например, земель Баден, Бавария, Вюртемберг, была установлена субсидиарная ответственность казны за действия своих чиновников при осуществлении ими публичной власти.
По Закону 1879 года право помилования в некотором объёме было делегировано от императора Германии штатгальтеру в Эльзас-Лотарингии, за исключением дел подсудных морской и консульской юрисдикциям.

## Экономика

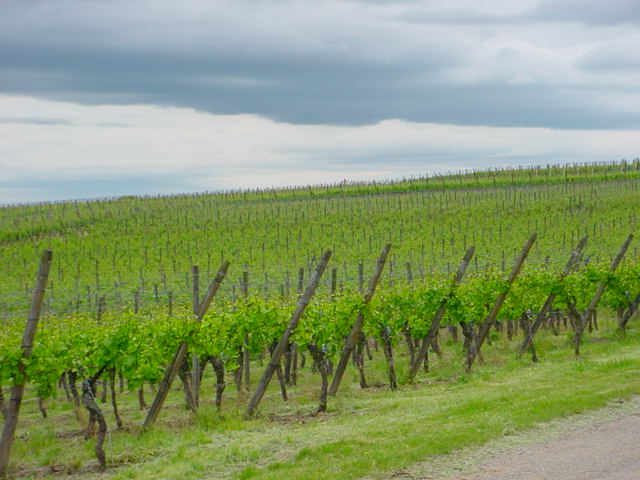
Виноградники Эльзаса

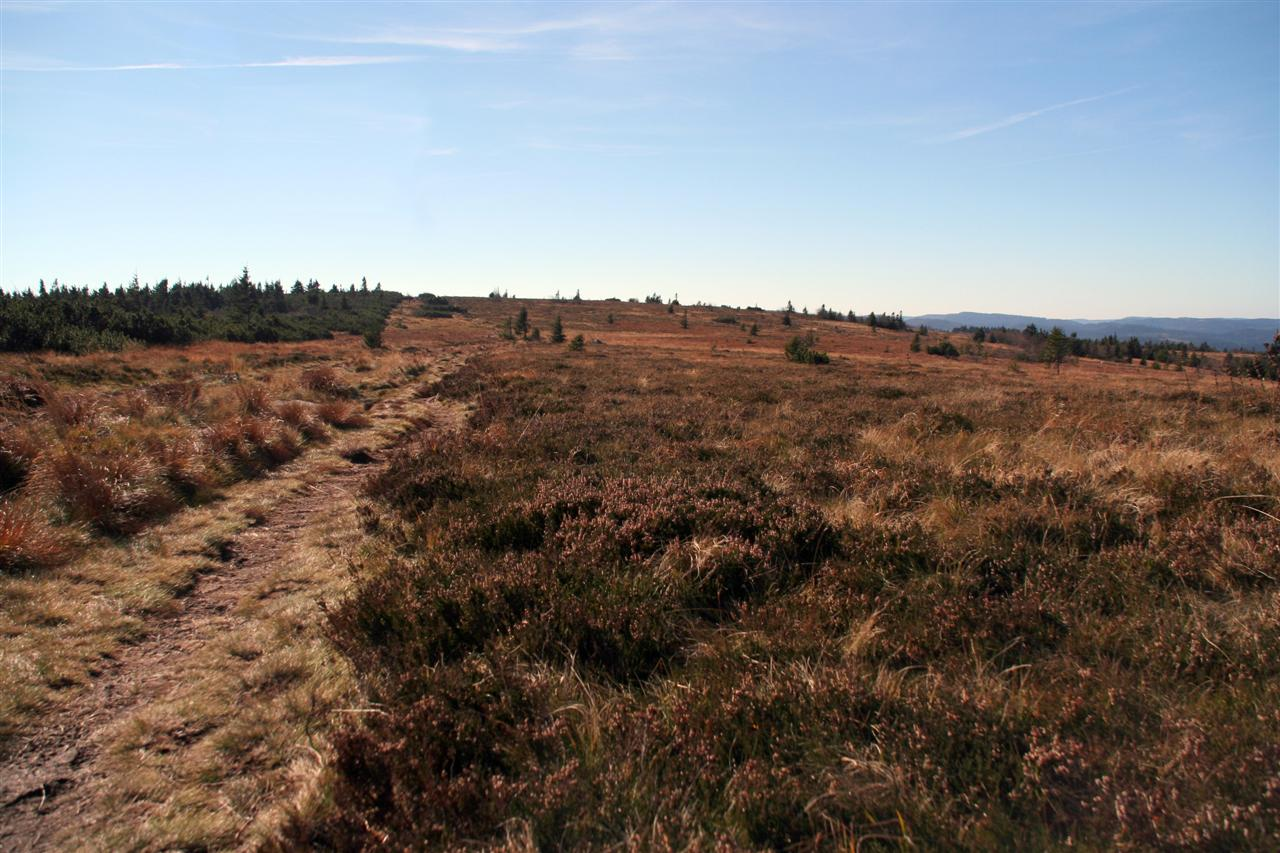
Высокогорные пастбища Эльзаса

Эльзас производит около 3 % ВВП и занимает второе место среди регионов Франции по ВВП на душу населения — примерно в 25 661 евро на 2004 г., уступая только региону Иль-де-Франс.
68 % рабочих мест сосредоточено в сфере услуг, 25 % в промышленности, что делает Эльзас одним из наиболее индустриализированных регионов. Эльзас поддерживает тесные экономические связи с другими странами: более 35 % фирм в регионе находятся в собственности иностранных компаний, чаще всего из Германии, Швейцарии, США, Японии и Скандинавии.
Эльзас отличается разнообразием экономической деятельности:
- Виноградарство в Тане (фр. Thann) и Виссембурге (фр. Wissembourg) на узкой полосе земли между Рейнской впадиной и холмами Вогезского массива (в основном в центре региона между Селестой и Кольмаром, так называемая «Дорога вин Эльзаса» (фр. Route des Vins d'Alsace). Однако виноград уже не выращивается на высоте Савернского перевала и Гагенау;
- Культура хмеля и пивоварение (половина французского пива производится в Эльзасе, особенно в округе Страсбурга);
- Лесозаготовки;
- Автомобильная индустрия («Peugeot» в Мюлузе, «General Motors» в Страсбурге);
- Крупный международный научный и промышленный центр по изучению естественных наук «Biovalley» (занимает лидирующее место в этой области в Европе);
- Туризм;
- Шоколадная и кондитерская промышленность («Masterfood» в Гагенау, «Kraft Suchard» в Страсбурге, «Chocolat Schaal» в Geispolsheim).
- Колбасная промышленность.
- Наиболее известный промышленный бренд Эльзаса — Lohr — производитель автовозов, низкорамных тралов, монорельсов и трамваев.

### Экономическое прошлое
В прошлом Эльзас специализировался на производстве текстильной продукции. На сегодняшний день существует лишь несколько мелких предприятий, которые смогли выстоять во время текстильного кризиса в Эльзасе (NCS Groupe, DMC и др.)
На севере разрабатывались месторождения нефти, а на юге — поташа. Эти разработки были прекращены в 1950-х гг. и 2004 г. соответственно.
C 1910 г. на горных разработках хлористого калия (сильвинит — Калийные удобрения) было добыто 570 млн тонн продукта (13 000 наёмных рабочих в 1950 г.). Сегодня шахты стали музеем (шахта Родольф (фр. Rodolphe) около Виттельсхайма (фр. Wittelsheim)).
В 1882 году в Эльзасе стали появляться первые ссудо-сберегательные кассы, по типу Райффайзен. В 1901 году их уже насчитывалось 400, что составляло около четверти от общего количества общин Эльзаса и Лотарингии. Они распространялись в деревнях с населением от одной-двух тысяч и в свою очередь объединялись в союзы. К 1899 году оборот центральной кассы достигал 12 млн франков.

### Международное положение
В Эльзасе 35 % предприятий имеют в своём составе иностранных участников (особенно из Германии, Швейцарии, США, Японии и скандинавских стран). Первое место по импорту в Эльзас занимает Германия — 38,5 % в 2002 г.

### Безработица
Долгое время Эльзасу удавалось избегать увеличения безработицы на своей территории, но сейчас количество безработных людей с каждым годом все больше и больше: например, их стало на 20 % больше в период между мартом 2002 г. и мартом 2003 г., что составило 6,8 % работоспособного населения. Такие показатели связаны с кризисом некоторых отраслей, в которых занято 26 % населения. Поэтому Эльзас начал поворот от развития индустрии к расширению сферы услуг и поиску новых технологий.
Этот поворот связан, прежде всего, с появлением нового центра — центра IMAGE. Он объединяет всю деятельность, связанную с новыми технологиями (изображения, аудиовизуальные разработки). Этот центр был создан в 2003 г. после исследований, которые показали важность этого сектора для Эльзаса, количество рабочих мест, которое он может дать, и некоторые другие преимущества для региона. Тем более, что здесь располагаются многие организации, связанные с аудиовизуальными разработками, европейского уровня (European Audiovisual Observatory, Fonds Eurimages, EPRA, ARTE, CIRCOM и др.).
Кластеры:
- Центр терапевтических инноваций в Страсбурге по изучению биотехнологий и естественных наук. Эльзас является вторым регионом Франции, задействованным в биотехнологических исследованиях.
- Центр по созданию автомобилей будущего в Эльзасе и Франш-Конте, сконцентрировавшийся вокруг конструкторской организации PSA (представительства в Мюлузе и Монбелиаре).

## Транспорт

### Автомагистрали
Общественный транспорт и частные автомобилисты пользуются, в основном, бесплатной автомагистралью A35, которая связывает северные и южные области (от Лотербура (фр. Lauterbourg) до Базеля). Небольшая часть французской четырёхполосной дороги пока находится в стадии строительства.
Автомагистраль А4 (по направлению к Парижу) с платным движением (платная в 20 км к северо-западу от Страсбурга) и автомагистраль А36 по направлению Париж — Лион (платная от Бюрно (фр. Burnhaupt), в 19 км от Мюлуза) довольно сильно переполнены. Эти автомагистрали бесплатны в сторону Германии.
Данные автомагистрали являются важными транзитными путями и благодаря общественному транспорту соединяют населённые пункты Эльзаса. Они были построены в 1970—1980-е гг., в результате чего проходят очень близко к центру разрастающихся городов (например, в 1 км от центра Страсбурга и в 1,5 км от центра Мюлуза). Такое расположение приводит к сильным загрязнениям окружающей среды и напряжённому автомобильному движению, особенно в Страсбурге, где плотность движения по трассе А35 достигла в 2002 году 170 000 автомобилей в день. Трасса А36 пересекает Мюлуз, который тоже страдает от постоянных проблем с уличным движением. Правда, эти проблемы были временно решены благодаря расширению трассы до 6 полос. Отсутствие электронных табло и уличных камер также является серьёзной помехой в решении транспортных проблем.
Существует проект постройки четырёхполосной автомагистрали, которая огибала бы Страсбург, чтобы основной северо-южный транзитный поток мог миновать город, таким образом, несколько разгрузив дороги. Трасса должна связать транспортную развязку Хёрдта (фр. Hœrdt) на севере с Инненхаймом (фр. Innenheim) на юге. Открытие этой автомагистрали планируется к 2011 году и предусматривает движение в 41.000 машин в день. Однако, по мнению автора проекта DDE (Управление департамента по снабжению), существуют некоторые сомнения в пользе данной трассы, так как она сможет принять на себя лишь 10 % от основного движения по автомагистрали А35 в окрестностях Страсбурга.
К этому необходимо прибавить решение соседней Германии ввести пошлину на большегрузные грузовики, которые пользуются их автодорожной сетью. Таким образом, часть транзитного движения по немецкой трассе А5 перейдёт на автомагистрали Эльзаса, которые идут параллельно и, кроме того, бесплатны. Это значительно ухудшит и без того нелёгкое положение автомобилистов. Пытаясь исправить ситуацию, депутат Ив Бюр способствовал принятию в Национальной Ассамблее в декабре 2006 года поправку к законопроекту о введении подобной пошлины для большегрузных грузовиков на дорогах Эльзаса. Она должна вступить в силу в конце 2007—начале 2008 гг.

### Железнодорожная сеть
Вогезы можно преодолеть только через Савернский перевал (фр. col de Saverne), Бургундские ворота (фр. trouée de Belfort) и ещё некоторые ущелья. Поэтому Эльзасу необходимо улучшать транспортную связь с остальной Францией. На данный момент рассматриваются несколько проектов:
- TGV Est (Восток): Париж — Страсбург — линия введена в эксплуатацию летом 2007 года, и теперь путь из Парижа в Страсбург на поезде занимает немногим более двух часов, а дорога из Страсбурга в Штутгарт — менее 1 часа 20 минут[20]
- TGV Rhin-Rhône (Рейн — Рона): Дижон — Мюлуз — работы начаты в 2006 г.[21]
- Объединение в одну сеть с немецким ICE на уровне Келя и/или Оттмарсхайма (фр. Ottmarsheim)[22].
- В Мюлузе в процессе строительства находятся линии «трамвая-поезда» (междугородный трамвай, использующий за пределами города железнодорожную инфраструктуру)[23], такие же собираются строить и в Страсбурге (в 2009 г.)[24] (в некотором смысле, трамвайная сеть Страсбурга и так простирается в пригороды. В 2007 году произошло также её расширение, однако новых, ранее не охваченных трамвайными линиями пригородов расширение почти не затронуло).

Вместо старых железных дорог появляются автомагистрали. К примеру, туннель Морис-Лёмэр (фр. tunnel Maurice-Lemaire) по направлению к Сен-Дье-де-Вож (фр. Saint-Dié-des-Vosges) был освобождён от железнодорожных путей: теперь через него проходит платная автомагистраль.

### Речная сеть
Портовый грузооборот превышает 15 млн тонн, из которых около трёх четвертей приходится на Страсбург, второй по величине речной порт Франции. Проект по расширению канала Рейн-Рона, предназначенный для связи между Роной (и Средиземным морем) с водной сетью Центральной Европы (Рейн, Дунай, Северное и Балтийское море), был окончательно заморожен в 1998 году из-за большой стоимости. Другой важнейший канал — Большой Эльзасский.

### Аэропорты

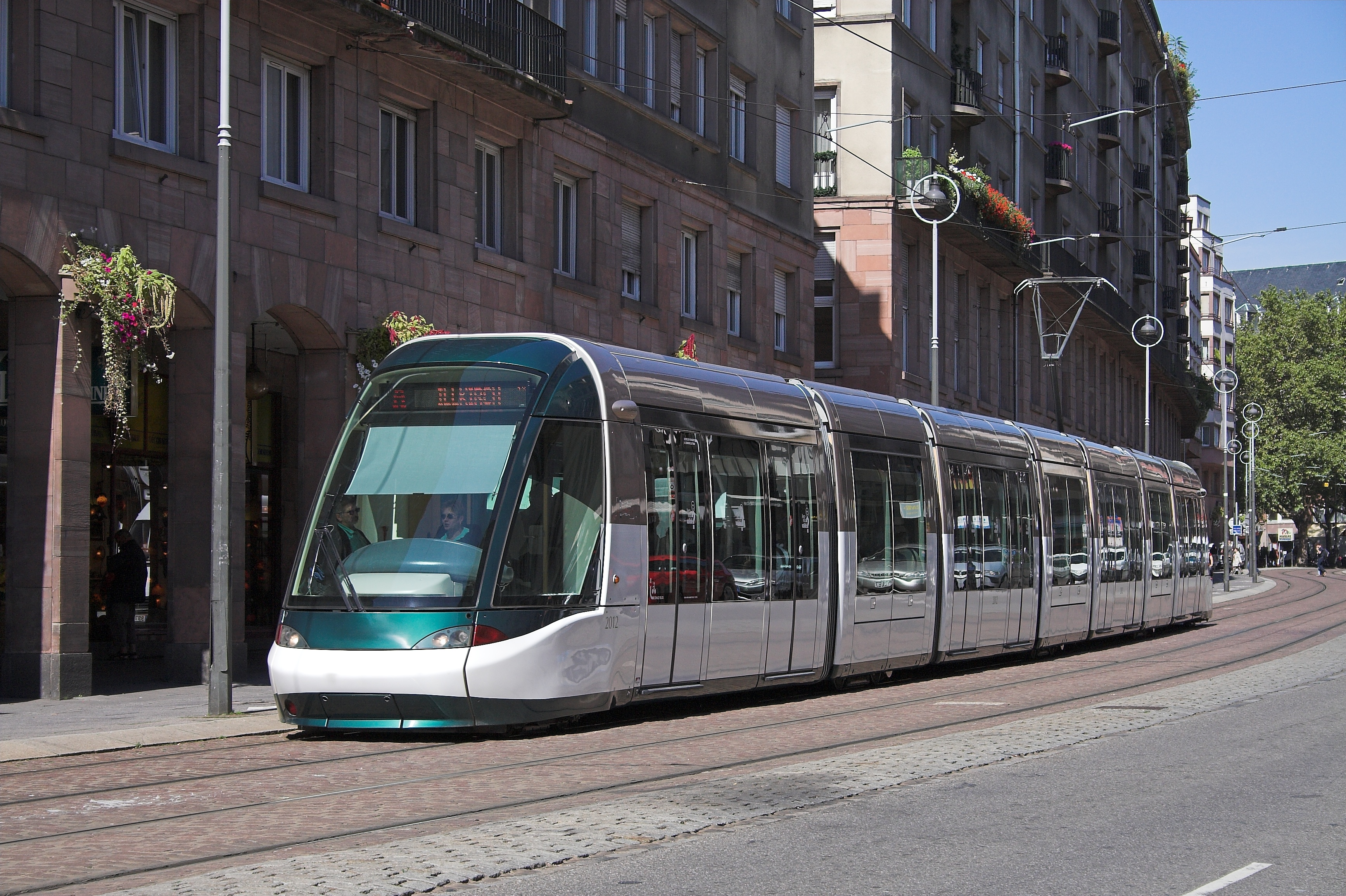
Современный трамвай на старинных улицах Страсбурга

В Эльзасе находятся два международных аэропорта:
- Международный европейский аэропорт Базель-Мюлуз-Фрайбург (фр. EuroAirport Basel-Mulhouse-Freiburg). Аэропорт относится к двум государствам (Франция и Швейцария) и обслуживает также Германию. Авиационные компании предлагают здесь более 60 направлений и прямых перелётов.
- Международный аэропорт Страсбург — Энцайм (или Энтцхайм) (фр. Strasbourg Entzheim).

### Общественный транспорт
В двух городах Эльзаса, Страсбурге и Мюлузе, действует трамвай. Страсбургский трамвай был открыт в 1994 году. Тогда эта система стала широко известна, прежде всего, из-за футуристического дизайна трамваев. По состоянию на начало 2007 года, трамвай Мюлуза является самой молодой трамвайной сетью Франции (наряду с трамваем Валенсьена, обе системы были открыты в 2006 году). Чертежи этих трамваев много раз пытались выкупать другие страны, но их попытки были безуспешны, и мы можем увидеть такой трамвай только здесь.
Как в Мюлузе, так и в Страсбурге планируется расширение трамвайной сети за пределы города. За городом трамваи будут использовать инфраструктуру железных дорог (концепция «трамвай-поезд», tram-train).
В остальных городах Эльзаса общественный транспорт представлен только автобусами.

## Культура
Эльзас обладает большим культурным наследием, в котором прослеживаются как французские, так и немецкие черты (Эльзас был долгое время предметом притязаний Франции и Германии).

### Кухня

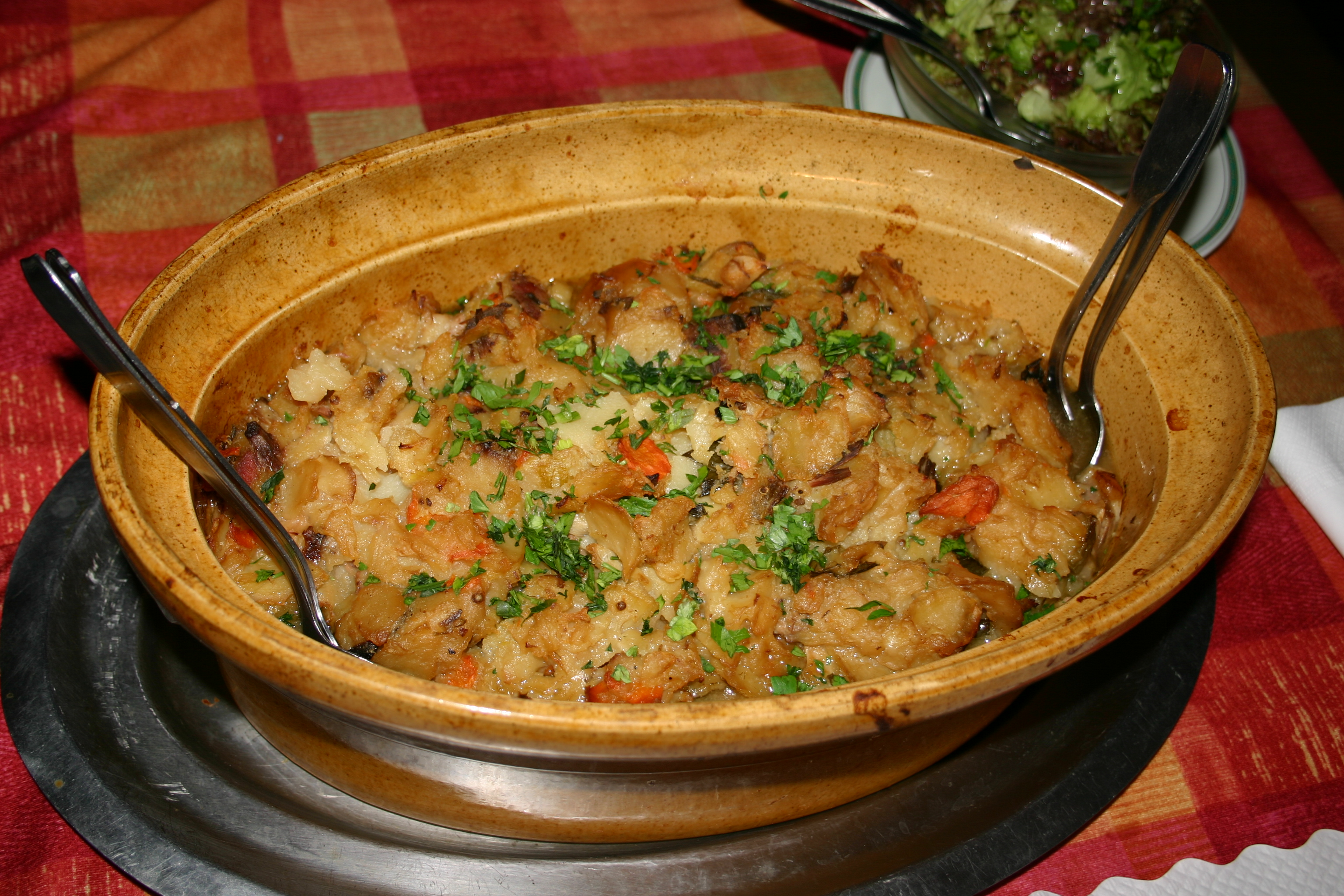
Традиционный «baeckeoffe»

Эльзасская кухня ощутила на себе сильное влияние германских кулинарных традиций. Она богата местными особенностями, например, частым использованием свинины в разных видах. Среди традиционных эльзасских блюд можно назвать baeckeoffe («бекеоффе») — свинина, говядина и баранина, маринованные в белом вине и тушёные с картофелем в горшке, tarte flambée («тарт фламбе») — открытый пирог из пресного теста с белым сыром и луком, choucroute («шукрут») — тушёная капуста, картофель и копчёности, schiffala («шиффала») — отваренный копчёный окорок с картофельным салатом и fleischschnacka — лапша со специально приготовленным фаршем. На юге Эльзаса в Сунго популярны рыбные блюда, например, жареные карпы. Одним из самых изысканных блюд в Эльзасе является гусиное фуа-гра, которое производится в регионе с XVII века. Традиционный десерт — kouglof («куглоф») и tarte au fromage blanc (творожные торты).

### Виноделие
Эльзас — винодельческий регион с традициями, характерными скорее для немецкого виноделия. Здесь выделяется три апелласьона — AOC Alsace, AOC Alsace Grand Cru (в который включены вина с пяти десятков важнейших виноградников Эльзаса), а также AOC Crémant d’Alsace, включающий лучшие креманы (игристые вина).
Чаще всего тихие вина Эльзаса (в отличие от вин других французских регионов) носят наименование сорта винограда — рислинга, гевюрцтраминера, сильванера, пино блан, пино нуар, мускат д’эльзас, пино гри д’эльзас (до 2008 года этот сорт и вино из него назывались «токай пино гри»).
Эльзасские вина AOC Alsace и AOC Alsace Grand Cru могут быть отмечены высокой категорией vendanges tardives («виноград позднего сбора»). Ягоды собираются поздно осенью после того, как они завяливаются на кустах, а их сок при этом становится более концентрированным.
Наиболее дорогие вина аппелласьонов AOC Alsace и AOC Alsace Grand Cru помечены как sélection de grains nobles («отбор благородных виноградин»). Эти вина получены из переспелых ягод, поражённых плесенью Botrytis cinerea, благодаря которой надтреснутые ягоды высушиваются и становятся более сладкими.

### Архитектура

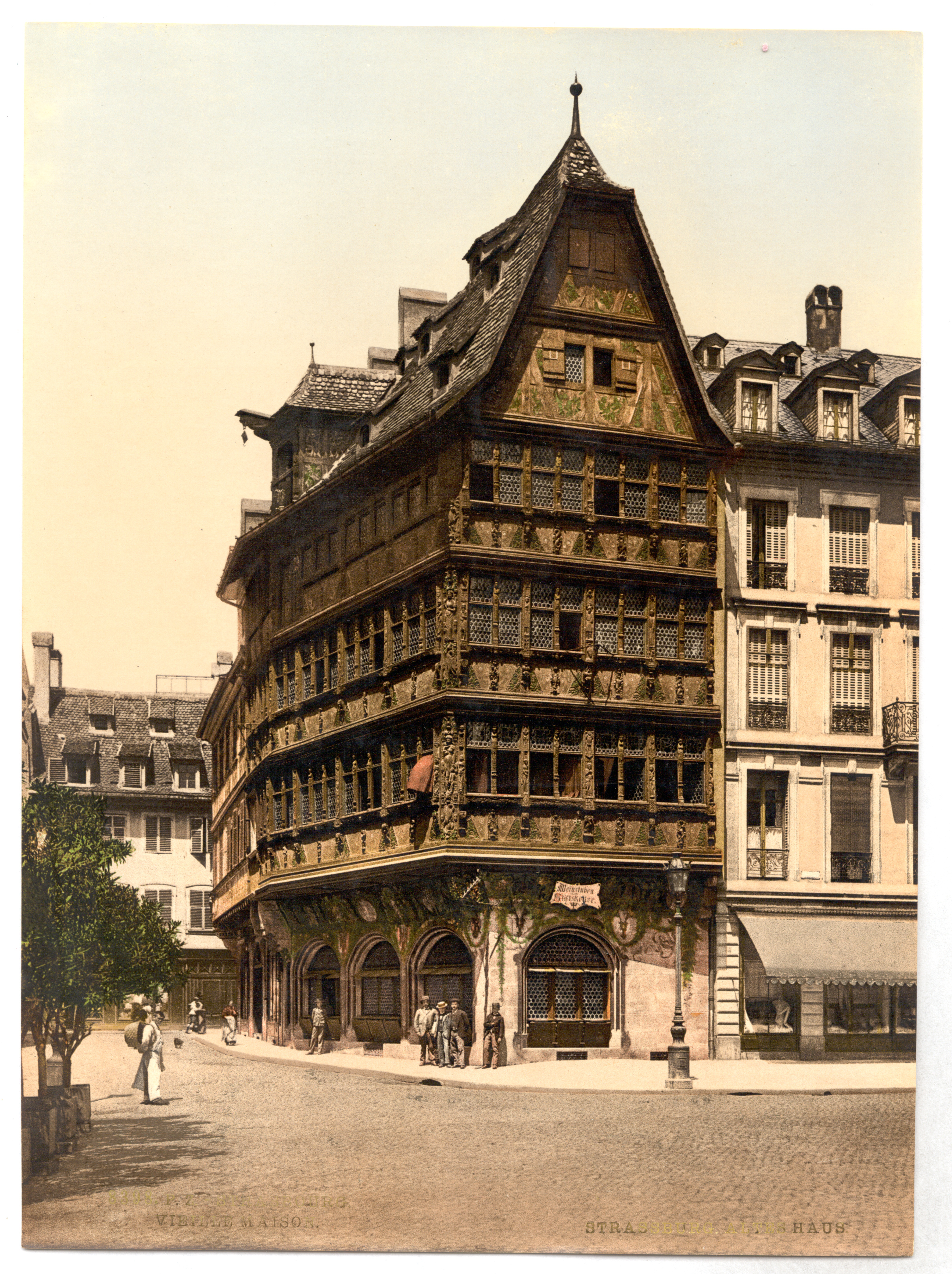
Дом Каммерцеля в Страсбурге (XV в.)

Традиционные дома Эльзасской равнины имеют фахверковые стены из самана и крыши, покрытые плоской черепицей. Фахверковые стены и саман, конечно, встречаются и в других зданиях Франции, но изобилие подобных домов в Эльзасе имеет несколько определённых причин:
1. Близкое расположение к Вогезам делало дерево дешёвым и распространённым строительным материалом
2. Некоторая сейсмическая активность делала дерево более распространённым материалом, чем камень, так как деревянные дома были устойчивее
3. Во время войн и набегов деревни и города часто сжигались, и при пожаре верхние этажи обваливались. Поэтому из камня строили только нижний этаж, а затем в случае необходимости над ним надстраивали фахверковые стены. Это объясняет, почему многие коммуны могли очень быстро восстанавливаться, как только наступали мирные времена.

Однако фахверковые стены всё-таки значительно усиливали риск пожаров, поэтому с начала XIX века их начали покрывать штукатуркой. Затем было принято решение, что штукатурка не должна быть на всех домах исключительно белого цвета, и здания стали заметно различаться между собой по цветам. Жители чаще всего следовали этому предписанию не из-за своих убеждений, а так как это было значительно дешевле. Совсем недавно дома начали освобождать от слоя штукатурки.

### Культурное наследие

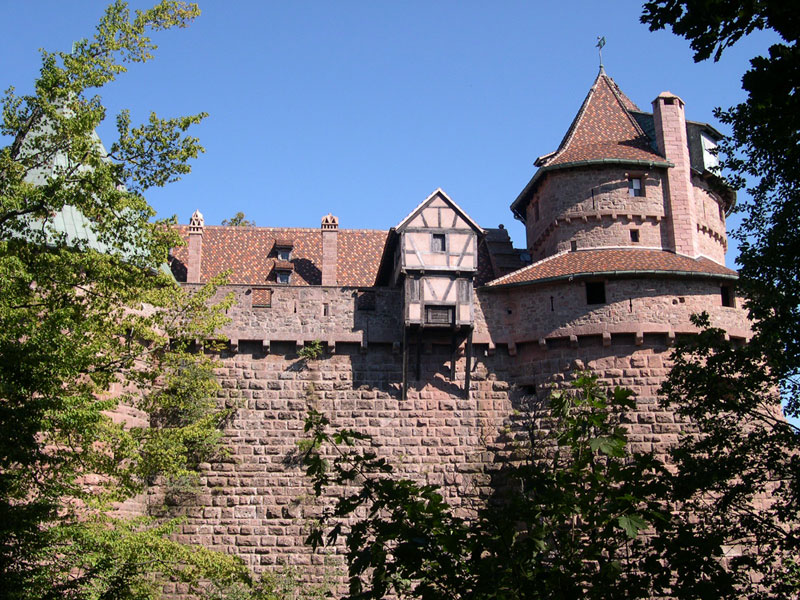
Замок Верхний Кёнигсбург

- Замок Верхний Кёнигсбург (фр. Château du Haut-Kœnigsbourg)
- Страсбургский собор (фр. Cathédrale Notre-Dame de Strasbourg)
- Гора Сент-Одиль (фр. le mont Sainte-Odile)
- Музей Унтерлинден в Кольмаре
- Французский национальный автомузей в Мюлузе
- Экомузей в Юнгерсайме
- Парк Биоскоп в Юнгерсайме
- Железнодорожный музей в Мюлузе
- Музей EDF Электрополис в Мюлузе
- Римские дороги в Эльзасе
- Замок Гирбаден

- Более 1000 органов

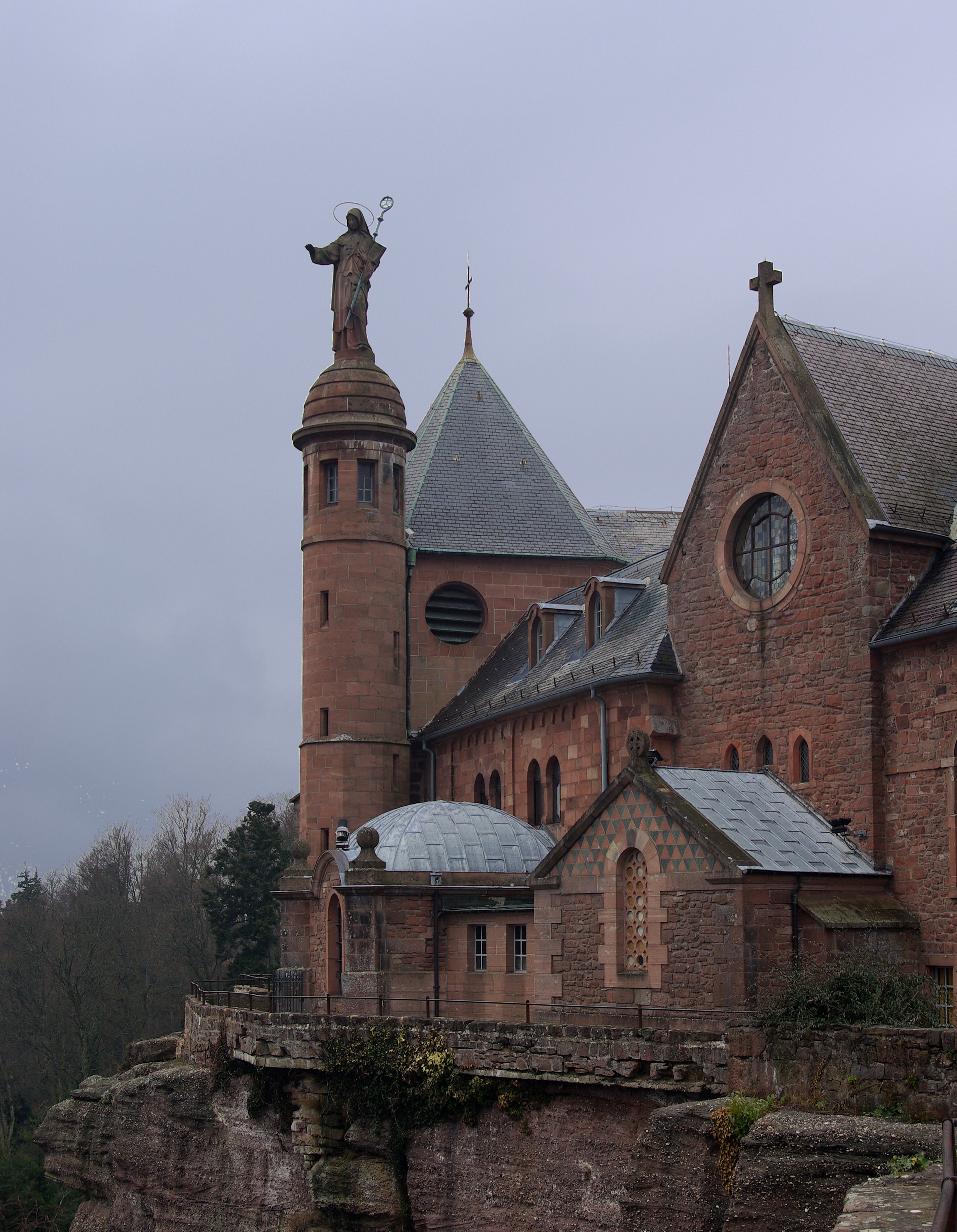
Монастырь на горе Сент-Одиль

- Рождественские ярмарки (в Страсбурге, Мюлузе, Кольмаре и Кайзерсберге)
- Исторические центры городов и деревень
- Департаментский Центр Истории Семьи (CDHF) в Гебвиллере (фр. Guebwiller)
- Немецкий концентрационный лагерь «Struthof Natzweiler» и Европейский центр политзаключённых участников сопротивления
- Укрепления линии Мажино в Шёненбурге
- Мемориал Эльзас — Мозель в Ширмеке

См. также список музеев Эльзаса.

## Знаменитые эльзасцы

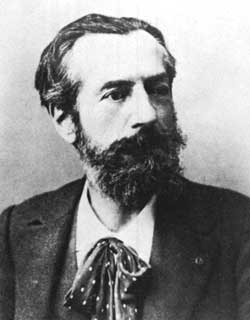
Ф. О. Бартольди, автор Статуи свободы

- Ханс Арп (1887—1966), поэт, художник, график, скульптор.
- Мехди Баала (1978-), атлет, дважды чемпион Европы.
- Огюст Бартольди (1834—1904), скульптор.
- Ален Башунг (1947—2009), певец.
- Летисия Блеже (1981-), Мисс Франция — 2004. (en , fr)
- Себастьян Брант (1458—1521), сатирик, автор сатирического произведения «Корабль дураков», писатель, юрист.
- Карл Фердинанд Браун (1850—1918), физик, лауреат Нобелевской премии по физике в 1909 г.
- Этторе (1881—1947) и Жан Бугатти (1909—1939) (эльзасцы по материнской линии), основатели автомобильной марки «Bugatti».
- Мартин Буцер (1491—1551), теолог и реформатор.
- Эмиль Вальдтейфель (1837—1915), композитор.
- Ганзи, (1873—1951), иллюстратор. (en , fr)
- Арсен Венгер (1949-), тренер футбольного клуба «Арсенал» (Лондон) с 1996 г.

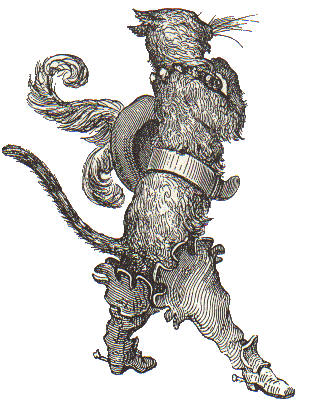
«Кот в сапогах». Гравюра Г. Доре

- Тома Воклер (1979-), велосипедист.
- Гунтрам Богатый (? — 973) родоначальник династии Габсбургов.
- Геррада Ландсбергская (ок.1130-1195), католическая монахиня, писательница и художница.
- Гюстав Доре (1832—1883), гравёр, иллюстратор и живописец.
- Альфред Дрейфус (1859—1935), французский офицер, герой знаменитого процесса (дело Дрейфуса).
- Альфред Кастлер (1902—1984), физик, лауреат Нобелевской премии по физике в 1966 г.
- Франсуа-Кристоф Келлерман (1735—1820), маршал.
- Жан-Батист Клебер (1753—1800), маршал.
- Лефевр Франсуа Жозеф (1755—1820), маршал Франции, командующий Старой гвардией.
- Морис и Кати Краффт (1946—1991), (1942—1991), вулканологи. (en , fr)
- Иоганн Генрих Ламберт (1728—1777), физик, философ, математик.
- Юлиус Лебер (1891—1945), немецкий политик, участвовал в заговоре против Гитлера.
- Жан-Мари Лен, лауреат Нобелевской премии по химии (1987 г.). (en , fr)
- Себастьен Лёб (1974-), девятикратный чемпион мира по ралли (2004—2012).
- Марсель Марсо (1923—2007), актёр-мим, создатель парижской школы мимов.
- Жан Ментель (1410—1478), издатель.

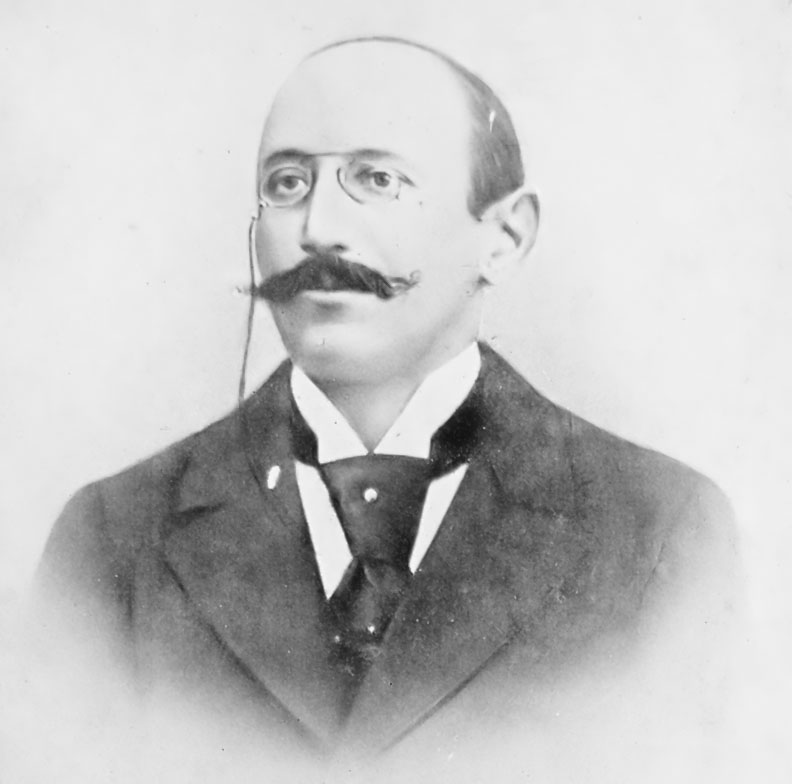
А. Дрейфус, главный участник знаменитого дела Дрейфуса

- Отто Мейснер (1880—1953), немецкий политик.
- Томас Мурнер (1475—1537), писатель.
- Франсуа-Жозеф Оффенштейн (1760—1837), генерал во время Французской Революции и Первой Империи. (en:François-Joseph Offenstein en , fr)
- Вадим Михайлович Паппе (1942—2012), российский историк искусства, энциклопедист.
- Пьер Пфлимлен (1907—2000), политик.
- Беатус Ренанус (1485—1547), гуманист и историк. (en , fr)
- Поль Ромер (1876—1977), врач-педиатр. (en , fr)
- Ги Ру (1938-), тренер футбольного клуба AJ Auxerre.
- Иоганн Таулер (1300—1361), проповедник-доминиканец, религиозный мистик.
- Уильям Уайлер (1902—1981), кинорежиссёр («Бен-Гур»).
- Лоран Уитц (1975), мультипликатор, работает в Люксембурге. Лауреат премии Оскар. Создатель студии Zeilt Productions.
- Томи Унгерер (1931-), писатель. (en , fr)
- Иоганн Фишарт(1546—1591), писатель-сатирик, представитель гробианизма.
- Альберт Швейцер (1875—1965), теолог, философ, музыкант и врач, лауреат Нобелевской премии мира (1952).
- Братья Шлюмберже (Конрад и Марсель), разработали электрические методы разведки полезных ископаемых. (en , fr)
- Братья Шлюмпф, Ганс (1904—1989) и Фриц (1906—1992), предприниматели и коллекционеры элитных машин. (fr)
- Виктор Шельшер (1804—1893), политик, инициатор отмены рабства в 1848 г.
- Мартин Шонгауэр (1435—1491), живописец и график.
- Филипп Якоб Шпенер (1635—1705), лютеранский богослов, основатель пиетизма.
- Марк и Поль Эберлин (отец и сын), шеф-повара, отмечены в ресторанном «Гиде Мишлена» тремя звёздами (с 1967 г.). (fr)
- Бруно Эгисхейм-Дагсбург, ставший папой Львом IX (1002~1054).
- Дельфин Веспизе, мисс Франция.
- Гризманн Антуан, футболист Сборной Франции, чемпион мира 2018.

## Календарь примечательных дат
Январь
- Европейская встреча по вопросам искусства и антиквариата в Страсбурге

Февраль
- ST`ART — Салон современного искусства в Страсбурге

Март
- Карнавал во многих городах
- Спектакль «Страсти» в Мазво, посвящённый страстям Христа

Апрель
- Праздник улитки в Озенбаке
- «Виногость» в Аммершвире
- «Европиво» в Страсбурге (в нечётные года)

Май
- Праздник ландыша в Нёф-Бризахе
- Праздник спаржи в Эрдте
- Книжная ярмарка в Сен-Луи
- Эльзасская ярмарка почтовых открыток в Пфаффеноффене
- Праздник в Дамбах-ла-Вилле
- Праздник св. Урбана в Кинцхайме

Июнь
- Процессия по случаю праздника Тела господня
- Праздник гугельхопфа в Рибовилле
- Праздник фольклора в Унспаке
- Праздник роз в Саверне
- Сжигание трёх елей в Тане
- Международный фестиваль музыки в Страсбурге
- Биржа ископаемых в Сент-Мари-о-Мин

Июль
- Международный фестиваль музыки в Кольмаре
- Большой парад автомобилей в Мюлузе
- Праздник колдуньи в Руффаке
- Ярмарка вин в Барре
- Праздник друга Фрица в Юнавире
- «Штрайсельхохцайт» — традиционная свадьба с букетом в Сеебаке

Август
- Ярмарка вин в Кольмаре
- Праздник гевурцтраминера в Бергеме
- Праздник аиста в Эгисхайме
- Свадьба друга Фрица в Марленайме
- Процессия с цветами в Селесте
- «S`Wielada» — загрузка вина, как в старину, в Зелленберге
- Праздник черники в Вильденстене
- Праздник хмеля в Агно
- Праздник луны в Когенайме

Сентябрь
- Европейская ярмарка в Страсбурге
- «Musica» — фестиваль современной музыки в Страсбурге
- Праздник деревенской музыки в Рибовилле
- Праздник керамики в Бетшдорфе и Суффленайме
- Международный фестиваль Бугатти в Мольсеме
- Праздник молодого вина в Сен-Ипполите

Октябрь
- Праздник сбора винограда в Барре и в Оберне
- Праздник каравая в Мюнстере
- Праздник круглой тыквы в Логелаймe
- Праздник молодого вина в Эгисхайме

Ноябрь
- Праздник косули в Ранспак-ле-Ба
- Начало рождественских ярмарок в Страсбурге (Christkindelsmärik), Кольмаре, Андло

Декабрь
- Эльзас празднует рождество

## В астрономии
В честь Эльзаса назван астероид (971) Альсатия, открытый в 1921 году.